# 第228步兵旅 (以色列)
第228阿隆步兵旅（希伯來語：‎）是以色列国防军的後備步兵，於1970年代由第933納哈爾旅組成，又稱為“北方納哈爾旅”，曾於2012年進行改建。